# Anolis chlorodius
Anolis chlorodius (педернальський зелений аноліс) — вид ігуаноподібних ящірок родини анолісових (Dactyloidae). Ендемік острова Гаїті. Описаний у 2016 році.

## Поширення і екологія
Педернальські зелені аноліси мешкають в горах Ла-Сель і Сьєрра-де-Баоруко та на півострові Бараона на півдні острова Гаїті. Вони живуть в тропічних лісах.